# L'Unité
L'Unité était un hebdomadaire publié par le Parti socialiste français de janvier 1972 à décembre 1986. Il était dirigé par Claude Estier.